# Letheobia zenkeri
Typhlops zenkeri
Espèce
Synonymes
- Typhlops zenkeri Sternfeld, 1908
- Typhlops vermis Boulenger, 1914

Letheobia zenkeri est une espèce de serpents de la famille des Typhlopidae. 

## Répartition
Cette espèce est endémique du Cameroun,.

## Description
L'holotype de Typhlops zenkeri mesure 13,5 cm.

## Étymologie
Cette espèce est nommée en l'honneur de Georg August Zenker (1855-1922).

## Publication originale
- Sternfeld, 1908 : Neue und ungenügend bekannte afrikanische Schlangen. Sitzungsberichte der Gesellschaft Naturforschender Freunde zu Berlin, vol. 4, p. 92-95 (texte intégral).